# Questa sono io (Mariella Nava)
Questa sono io è un album musicale, il decimo, di Mariella Nava pubblicato nel 2002 dalla B&G su licenza Calycanthus, in concomitanza con la sua ottava e per ora ultima partecipazione al Festival di Sanremo con il brano Il cuore mio, classificatosi al 6º posto, col quale ha vinto il premio "Più vita per la vita" della LILT.
L'album è stato registrato presso il Lead Recording Studio 8 di Mario Zannini Quirini da Franco Finetti. Gli archi sono stati scritti e diretti dal Maestro Renato Serio con l'Orchestra Sinfonica III Millennio.
Col brano Felicidade partecipa nel giugno del 2002 alla trentottesima e penultima edizione de Un disco per l'estate, in onda dal Palais di Saint Vincent (Aosta), in onda su Raidue. 
Nel brano Scrivilo negli occhi è presente una parte in versione rap cantata dal nipote della cantautrice, William Nava. Nella versione del singolo, uscito alla fine del 2002, la voce maschile è invece di Simone Patrizi, nel singolo in commercio è presente anche la traccia videoclip del brano.

## Tracce
Testi e musiche di Mariella Nava
1. Il cuore mio
2. Un film
3. Lo schiaffo del soldato
4. Scrivilo negli occhi (con William Nava)
5. Felicidade
6. Amore 6
7. Ecce homo
8. St'ammuri (con Mimmo Cavallo)
9. Due passi
10. Io in te tu in me